# Castel del Piano
Castel del Piano là một đô thị ở tỉnh Grosseto thuộc vùng Tuscany của Ý. Đô thị này có diện tích 67,79, dân số năm 2001 là 4331 người.